# Dell Technologies Championship
Le Dell Technologies Championship, anciennement le Deutsche Bank Championship, est un tournoi du  PGA Tour qui se déroule le week-end du Labor Day. En raison de ce dernier, le tournoi se termine un lundi.
Il se déroule à Boston sur le golf du Tournament Players Club situé dans la localité de Norton.
Il est le deuxième des quatre tournois de la FedEx Cup depuis la création de celle-ci en 2007.

## Palmarès
| année                          | Vainqueur       | Nationalité     | Score(Écart)          |
| ------------------------------ | --------------- | --------------- | --------------------- |
| Deutsche Bank Championship     |                 |                 |                       |
| 2003                           | Adam Scott      | Australie       | 69-62-67-66=264(-20)  |
| 2004                           | Vijay Singh     | Fidji           | 68-63-68-69=268(-16)  |
| 2005                           | Olin Browne     | États-Unis      | 68-65-70-67=270(-14)  |
| 2006                           | Tiger Woods     | États-Unis      | 66-72-67-63=268(-16)  |
| 2007                           | Phil Mickelson  | États-Unis      | 70-64-68-66=268(-16)  |
| 2008                           | Vijay Singh     | Fidji           | 64-66-69-63=262(-22)  |
| 2009                           | Steve Stricker  | États-Unis      | 63-72-65-67=267 (-17) |
| 2010                           | Charley Hoffman | États-Unis      | 64-67-69-62=262 (-22) |
| 2011                           | Webb Simpson    | États-Unis      | 69-68-67-65=269 (-15) |
| 2012                           | Rory McIlroy    | Irlande du Nord | 65-65-67-67=264 (-20) |
| 2013                           | Henrik Stenson  | Suède           | 67-63-66-66=262 (-22) |
| 2014                           | Chris Kirk      | États-Unis      | 73-66-64-66=269 (-15) |
| 2015                           | Rickie Fowler   | États-Unis      | 67-67-67-68=269 (-15) |
| 2016                           | Rory McIlroy    | Irlande du Nord | 71-67-66-65=269 (-15) |
| Dell Technologies Championship |                 |                 |                       |
| 2017                           | Justin Thomas   | États-Unis      | 71-67-63-66=267 (-17) |